# Pomniki przyrody w powiecie kluczborskim
Do pomników przyrody Powiatu Kluczborskiego zalicza się 4 aleje, 14 pojedyncze drzewa oraz 2 obiekty pomników przyrody nieożywionej.

## Pomniki przyrody ożywionej

### Aleje
- Aleja dębów na trasie Nowa Bogacica-Piec, obwód-od 455 do 665 cm, wysokość od 15 do 25 m, wiek 300, 400 lat
- Aleja cisów pospolitych, dł. alei 50 m, obwód 80 do 145 cm, wysokość 8 do 12 m
- Aleja dębów szypułkowych na gruntach wsi Gierałcice w wieku około 60-270 lat
- Aleja dębowo-bukowa w Kostowie, wiek 200 lat, obwody 200-360 cm, wysokość 20-33 m

### Pojedyncze drzewa
- Olsza czarna w Kluczborku, obwód 390 cm, wysokość 30 m, wiek ok. 190 lat, najstarszy okaz w Polsce (koło dworca kolejowego)
- Dąb szypułkowy w Kluczborku, obwód 440 cm, wysokość 23 m, wiek 320 lat
- Lipa drobnolistna w Duczowie Wielkim, wiek 170 lat, Dąb szypułkowy, wiek 270 lat – osobliwość: zrośnięte ze sobą od ponad 150 lat
- Buk zwyczajny w Komorznie, wiek 320 lat
- Modrzew europejski w Unieszowie, obwód 220-230 cm, wysokość 35-37 m, wiek 150 lat
- Lipa szerokolistna w Byczynie, obwód 280 cm, (na Rynku)
- Lipa drobnolistna w Jakubowicach
- Wiąz w Jakubowicach
- Lipa drobnolistna w Proślicach, obwód 743, wiek 550 lat, jedna z największych w Polsce

## Pomniki przyrody nieożywionej
- Głaz narzutowy w Wierzbicy Dolnej - blok skandynawskiego granitu różowego, (przy drodze z Wierzbicy do Włoch)
- Solanka wołczyńska o temp + 43,5° (Gmina Wołczyn)